# Часовня Николая Чудотворца (Брейтово)
Часовня иконы Божией Матери «Аз есмь с вами, и никтоже на вы» и Святителя Николая Чудотворца построена на берегу Рыбинского водохранилища в селе Брейтово Ярославской области, на месте, где когда-то находились улицы старого Брейтова. Часовня стала памятью о сёлах и деревнях, о городе Мологе, что лежат под водой, памятью о затопленной части Молого-Шекснинской низменности.

## История создания
Часовня построена по инициативе Администрации Брейтовского муниципального района.
8 июля 2002 года был вкопан крест в том месте, где по плану должна быть часовня в честь Николая Чудотворца. Каждый из желающих мог положить камень в её основание. Был отслужен молебен.
Часовня задумана как покаянная свеча нашего народа о погубленных святынях и стала первой в России часовней в честь Леушинской иконы Божьей Матери.
Православная часовня поставлена в честь Николая Чудотворца, одного из самых почитаемых на Руси святых. В беде, в печали и радости вспоминает его верующий человек, прося помощи и милости, уповая на чудо. Под его благословением проходят моряки и рыбаки — все, кто «ходит» по воде.

## Открытие памятника
Часовня открыта 19 октября 2003 года.
29 ноября 2003 года свершилось большое событие в жизни православных христиан района. В этот день в Брейтове состоялась передача списка Леушинской иконы Божьей Матери «Аз есмь и никто же на вы» («Я с вами и никто против нас») приходу местной церкви и освящение часовни.
После торжественного богослужения отец Геннадий Беловолов из Леушинского подворья Санкт-Петербурга передал икону Богоматери «Аз есмь и никто же на вы» и икону Святого Николая Чудотворца на руках. У часовни священнослужители, подняв Леушинскую икону Божьей матери, перекрестили ею все четыре стороны. Затем архиепископ Ярославский и Ростовский Кирилл освятил часовню и нарек её именами иконы Богоматери «Аз есмь и никто же на вы» и Святого Николая Чудотворца.